# Ilhas Likoma
Ilhas Likoma é um arquipélago de duas ilhas (ilha Likoma e Chizumulu) que ficam no lago Niassa, junto à costa moçambicana, mas que pertencem ao Malawi.
Situadas perto de Moçambique, Likoma e Chzumulu são as duas únicas ilhas habitadas no Lago Malawi. São uma fusão da história, modernidade e uma verdadeira mistura de culturas malauianas. A sua história recente remonta ao final da década de 1890, quando os primeiros missionários estabeleceram um posto em Likoma. Construída em 1905, a catedral em Likoma é uma das maiores da África Central. Likoma é facilmente acedida por via aérea através de um aeroporto internacional aberto todo o ano. As embarcações, com o MV Ilala a ser a mais popular, também prestam serviço às ilhas.